# فرودگاه اسمیترس
فرودگاه اسمیترس (به انگلیسی: Smithers Airport) یک فرودگاه همگانی باربری با کد یاتا YYD است که یک باند فرود آسفالت دارد و طول باند آن ۲۲۹۹ متر است. این فرودگاه در کشور کانادا قرار دارد و در ارتفاع ۵۲۳ متری از سطح دریا واقع شده است.